# Raoul Duval
Pour les autres membres de la famille, voir Raoul-Duval.
Pour les articles homonymes, voir Duval.
Charles Edmond Raoul Duval, dit Raoul-Duval, est un magistrat et homme politique français né à Amiens le 6 mars 1807 et mort à Paris le 11 mars 1893.

## Biographie

### Famille
Charles Edmond Raoul Duval est né à Amiens le 6 mars 1807. Fils de Augustin Duval (1774-1848), conseiller à la Cour d'appel d'Amiens, et de Flore Maressal, fille de Jean François Philibert Maressal, propriétaire cultivateur et maire de Crouy, et de Marguerite Homassel. Sa famille est catholique et il est resté fidèle à cette religion, bien que ses enfants soient protestants, religion de leur mère.
Il eut trois enfants :
- Edgar Raoul-Duval (1832-1887), magistrat et d'homme politique
- Fernand Raoul-Duval (Péronne, 1833-1892), second fils de Raoul Duval. Polytechnicien, ingénieur des Mines diplômé en 1854, agriculteur en Indre-et-Loire, président de la Compagnie parisienne de gaz, régent de la Banque de France en 1888. En 1881, il est nommé jusqu'en juillet 1887 président de la Société Minière du Tarn, société de recherche minière du prolongement sud du gisement du bassin houiller de Carmaux. La Société Minière du Tarn deviendra la Société des Mines d'Albi en 1890 lorsque les sondages prouveront l'existence de puissantes couches de houille à Camp-Grand, commune de Saint-Sernin-les-Mailhoc devenue Cagnac-les-Mines.
- Lucy Raoul-Duval (1834-1870) qui épousa Louis Sautter (1825-1912), fondateur et gérant de la société "Sautter Harlé et Cie" (fabrication de lentilles pour phares, projecteurs, etc.)

Deux de ses petits-fils mourront pour la France en 1916, l'un, Maurice à la bataille de Verdun, l'autre, René  d'une maladie contractée au front
Le nom patronymique de ses descendants est consacré par l'usage depuis Raoul Duval, et a depuis lors été légalement enregistré [réf. nécessaire]. La famille Raoul-Duval est toujours à la tête d'un important groupe commercial (import-export : bois, café, rhum, caoutchouc, etc.) et industriel (chimie, engrais, produits végétaux, etc.) dont les origines remontent à 1826 au Havre.
Il épouse Octavie Say, dite Fanny, fille de l'économiste Jean-Baptiste Say (1767-1832), théoricien du libéralisme, et lui-même industriel, nièce de Louis Say, le fondateur des "Sucres Say", sœur d'Horace Émile Say et tante de Léon Say. La mère de Charles Edmond, Flore Maressal, est d'ailleurs la cousine de Constance Maressal, l'épouse de Louis Say.
Il meurt à Paris le 13 mars 1893 à 86 ans et est inhumé au cimetière du Père-Lachaise (93e division).

### Carrières judiciaire et politique
Il étudie le droit à Paris et entreprend une carrière de magistrat. Il exerce à Laon en 1830, à Péronne, en 1832, à Amiens en 1837 et à Rennes à partir de 1845. En 1846, il est procureur général à Nantes mais est révoqué par le gouvernement provisoire en février 1848. Louis-Napoléon Bonaparte le nomme procureur général à Dijon le 6 janvier 1849. Il était à Dijon au moment du coup d'État du 2 décembre 1851 et fait donc partie de la Commission mixte de la Côte-d'Or instituée le 3 février 1852 pour juger les opposants au coup d'État. Il est ensuite nommé procureur général à Orléans en octobre 1852 avant d'être rapidement muté à Bordeaux.Le 30 octobre 1861, il est promu premier président de la cour d'appel de Bordeaux. Après la chute du Second Empire, il est atteint par le décret signé le 28 janvier 1871 par Adolphe Crémieux sur les commissions mixtes. L'Assemblée nationale ayant annulé ce décret en 1871, il peut reprendre son siège. Il fut sénateur de la Gironde du 30 janvier 1876 au 4 janvier 1879. Il s'éloigna de la politique après avoir été écarté de la liste conservatrice lors du renouvellement triennal de 1879. Il était commandeur de la Légion d'honneur depuis le 11 août 1859.

### Sources
- « Raoul Duval », dans Adolphe Robert et Gaston Cougny, Dictionnaire des parlementaires français, Edgar Bourloton, 1889-1891 [détail de l’édition]